# Пять похищенных монахов (фильм)
«Пять похищенных монахов» — советский детский фильм 1991 года, детективно-приключенческая комедия, снятая Исааком Магитоном по сценарию Александра Хмелика, который написан по мотивам одноимённой повести Юрия Коваля. Фильм стал последней режиссёрской работой Магитона и одним из последних детских фильмов СССР.

## Сюжет
Действие происходит летом 1991 года в Карманове — приморском портовом городе. В городе действует немало воров, в том числе шайка «чёрных монахов» — пятерых жуликов, совершающих кражи в длинных чёрных плащах с капюшонами. Их ограбление магазина хозтоваров, где они похищают партию алмазных стеклорезов, расследует капитан Болдырев и его подчинённые — старшина Тараканов и внештатный сотрудник кармановской милиции Вася Куролесов.
Между тем происходит ещё одна кража. На крыше одного из старых домов в Зонточном переулке стоит деревянный буфет, который служит голубятней. В нём живут пять голубей редкой породы «монахи», принадлежащих школьнику Кренделю. В один из дней, когда жильцы дома помогают застрявшей в лифте бабушке Волк выбраться, голубей крадут из буфета. 
Крендель, его друг Лопотухин (от лица которого и ведётся рассказ) и маленький Юрка начинают поиск воров. Подозрение Райки Пауковой, одной из жительниц дома, падает на нового жильца Николая Эхо, к которому время от времени заходят иностранцы. Ребята идут к Эхо, возле квартиры которого находят перо голубя, однако оказывается, что жилец ни при чём — он художник, и, помимо авангардистских картин, создаёт ещё и необычные картины из птичьих перьев. Реальным же похитителем является профессиональный вор, укравший уже 250 голубей и решивший, что после продажи «монахов» он переключится на телевизоры.
По совету знакомого голубятника Тимохи ребята ищут на рынке человека по прозвищу Кожаный, который обстригает ворованных голубей, но работает в тире смотрителем. Они говорят Кожаному, что ищут «монахов». Удивившись, тот приводит их в тайный подвал, где они обнаруживают не голубей, а шайку тех самых воров-«монахов», главарём которых является сам Кожаный. Ребятам удаётся вырваться, но они попадают в руки Тараканова и Куролесова, ведущих наблюдение за Кожаным. Шайку арестовывают, но Кожаному удаётся скрыться с украденными стеклорезами, уложенными в голубиный садок. Он направляется к Похитителю, который оказывается его давним знакомым. Там он по ошибке забирает садок с «монахами» и идёт в баню. Однако ещё раньше Юрка засёк Кожаного, и теперь в бане его ждёт засада. Кожаного арестовывают, а «монахи» вылетают на свободу.
Похититель же идёт продавать на рынок голубей. Когда Куролесов предлагает купить их, оказывается, что вместо голубей в садке находятся алмазные стеклорезы. Похититель убегает, клянясь себе, что завяжет с воровством. Прибежав в лес, он уже думает, что спасся, однако встречает Куролесова в шкуре медведя.
Тем временем, старый дом, где живёт Крендель и друзья, решено сносить. Но жильцы составляют коллективное письмо и устраивают митинг, на котором предлагают считать их дом единственным в мире музеем картин из птичьих перьев. Впечатлённые митингом бульдозеристы, приехавшие сносить дом, разворачиваются и уезжают. Николай Эхо и Райка Паукова признаются друг другу во взаимной симпатии, а преступность и хулиганство в Карманове сходят на нет.

## В ролях
- Дима Мосолов — Лопотухин, мальчик-рассказчик (озвучивает Ирина Гришина)
- Дима Бриль — Крендель, школьник-голубятник
- Никита Симановский — Юрка, младший брат Кренделя
- Вадим Александров — Болдырев, капитан кармановской милиции (озвучивает Рудольф Панков)
- Александр Пятков — Тараканов, старшина кармановской милиции
- Александр Демидов — Вася Куролесов («Веснушчатый»), внештатный сотрудник кармановской милиции
- Анатолий Иванов — Моня Фильчиков («Кожаный»), главарь шайки «монахов» (озвучивает Александр Белявский)
- Владимир Николенко — похититель голубей и телевизоров
- Татьяна Агафонова — Райка Паукова, ворчливая соседка
- Георгий Милляр — «Кощей», вор из шайки «монахов»
- Иван Агапов — Николай Эхо, художник-авангардист
- Лидия Королёва — Евгения Петровна Волк, пожилая соседка
- Светлана Харлап — тётя Паня, соседка
- Абессалом Лория — дядя Бичико, сосед-грузин
- Сергей Самсонов — вор
- Валентин Брылеев — «Жернов», вор из шайки «монахов»
- Виктор Махмутов — «Цыпочка», вор из шайки «монахов»
- Вячеслав Горбунчиков — «Сопеля», вор из шайки «монахов»
- Николай Парфёнов — разгневанный посетитель тира
- Геннадий Храпунков — посетитель бани в очках
- Вячеслав Войнаровский — толстый посетитель бани
- Владимир Дубровский — прораб
- Сергей Щелгунов — парень-напёрсточник
- Василий Кравцов — Мочалыч, банщик

## Съёмочная группа
- Режиссёр — Исаак Магитон
- Автор сценария — Александр Хмелик
- Оператор-постановщик — Олег Кобзев
- Композитор — Теодор Ефимов
- Художник-постановщик — Олег Краморенко
- Монтаж — Людмила Дроздова
- Звукорежиссёр — Леонид Вейтков
- Текст песни — Лариса Рубальская

В фильме сняты картины из птичьих перьев художника Анатолия Байзана.

## История
Многие эпизоды фильма снимались в Керчи.
Для Александра Демидова, в будущем известного актёра и участника «Квартета И», роль Куролесова стала первой в кинокарьере. На роль Лопотухина после фото- и кинопроб был утверждён Дима Мосолов, которого Магитон нашёл в пионерском лагере. Впоследствии он сыграл ещё в нескольких фильмах, но профессиональным актёром не стал. В фильме его озвучила Ирина Гришина, которая озвучивала также Сыроежкина в «Приключениях Электроника». Вора Моню Кожаного в исполнении Анатолия Иванова озвучил Александр Белявский.
Фильм не выходил в широкий прокат и не показывался по телевидению. Исчезновение фильма связывают[кто?] с тем, что Магитон, один из авторов «Ералаша», в своё время ушёл оттуда, заявив, что киножурнал превратился в «помойку, где неталантливо пересказывают старые пошлые анекдоты».